# Jan Wølner
Jan Wølner (1909 – 1991) fue un pianista clásico noruego.
Nació en Cristiania (ahora Oslo). Hizo su debut en 1930, y se volvió conocido al actuar como pianista y compositor.